# Directiva de Eficiencia Energética
La Directiva de Eficiencia Energética o Energy Efficiency Directive (en adelante, EED) es la principal norma europea para la consecución de los objetivos de reducción del consumo energético asumidos por la UE. Afecta a todos los sectores de actividad económica, incluida la edificación, que está sometida simultáneamente a otra norma, la Directiva de eficiencia energética en edificios.
Dentro del Paquete Energía y Clima 2020, la Unión Europea ha asumido un objetivo de reducción del 20% del consumo energético respecto a las proyecciones, para dicho año. Al contrario de lo que ocurre con las metas de fracción de energía de origen renovable, y de reducción de las emisiones de efecto invernadero, los Estados miembros no están vinculados a un valor de mejora de la eficiencia energética, por lo que las instituciones europeas tienen que valerse de diversos mecanismos para impulsar la consecución del objetivo común.

## Antecedentes

### Directiva 93/76/CEE (SAVE)
La "Directiva 93/76/CEE del Consejo, de 13 de septiembre de 1993, relativa a la limitación de las emisiones de dióxido de carbono mediante la mejora de la eficacia energética (SAVE)", consiste en una lista de acciones que los Estados miembros deberían emprender para mejorar la eficiencia energética en edificios y, con ello, reducir sus emisiones de gases de efecto invernadero. El propio texto reconoce en sus considerandos que el Tratado no confiere poderes para legislar en este campo, con lo que, salvo el deber de información bianual a la Comisión, no establece verdaderas obligaciones. No obstante en interesante ver como menciona:
- la certificación energética de edificios
- la facturación de los gastos de calefacción, climatización y agua caliente sanitaria en función del consumo real
- la financiación por terceros de las inversiones en eficiencia energética en el sector público
- el aislamiento térmico de los edificios nuevos
- la inspección periódica de calderas
- y las auditorías energéticas en empresas de elevado consumo de energía.

### Directivas 2006/32/CE de servicios energéticos y Directiva 2004/8/CE decogeneración
"La Directiva 2006/32/CE del Parlamento Europeo y del Consejo de 5 de abril de 2006 sobre la eficiencia del uso final de la energía y los servicios energéticos y por la que se deroga la Directiva 93/76/CEE del Consejo", conocida general como "Energy Services Directive" o "ESD", y la "Directiva 2004/8/CE del Parlamento Europeo y el Consejo de 11 de febrero de 2004 relativa al fomento de la cogeneración sobre la base de la demanda de calor útil en el mercado interior de la energía y por la que se modifica la Directiva 92/42/CE" son las dos normas reemplazadas por la Directiva de 2012 de Eficiencia Energética

## La Directiva 2012/27/UE relativa a la eficiencia energética
La norma en vigor es la Directiva 2012/27/UE con una pequeña modificación mediante la Directiva 2013/12/UE para adaptarla a la Adhesión de Croacia a la Unión Europea. Posteriormente el Reglamento 2018/1999 elimina parte del articulado.
A su vez, la Comisión Europea publicó en 2013 una guía interpretativa para los Estado Miembros
España y Portugal votaron en contra de su aprobación en el Consejo Europeo de octubre de 2012; Finlandia se abstuvo. Dichos Estados realizan sus comentarios en un documento específico

### Estrategia a largo plazo para la renovación de edificios
El artículo 4 original requería a los Estados miembros la redacción de una estrategia que recogiera información sobre el estado del parque edificado actual; posibles intervenciones rentables de renovación en función del tipo de edificio y la zona climática en la que se encuentre; políticas para impulsar la realización de esas inversiones; un horizonte futuro que sirva de referencia al mercado; y un cálculo del potencial de ahorros y otros beneficios. La Directiva 2018/844 lo recorta en gran medida en mayo de 2018 y es completamente eliminado unos meses después por el artículo 54 Reglamento 2018/1999.
Esta exigencia se traslada a la Directiva de eficiencia energética en edificios en el artículo 2 bis introducido por la Directiva 2018/844 y modificado por el Reglamento 2018/1999. Los objetivos e hitos de esta Estrategia deben reflejarse, en aplicación del Reglamento 2018/1999 en los Planes Nacionales Integrados de Energía y Clima, según su artículo 4.b.3

### Obligación de rehabilitación de edificios de las Administraciones Nacionales
Según el artículo 5, a partir del 1 de enero de 2014 debe renovarse el 3% de la superficie acondicionada propiedad y ocupada por gobierno central en su territorio, considerando inmuebles mayores de 500 m² (250 m² a partir del 9 de julio de 2015) que no alcancen los parámetros mínimos establecidos por la Directiva de eficiencia energética en edificios. La renovación consistirá, al menos, en llevarlos hasta el nivel de exigencia establecido por esta última norma, y que en España se materializa principalmente en el Código Técnico de la Edificación y el Reglamento de Instalaciones Técnicas de los Edificios.
Esto obligaba a los Estados miembros a elaborar, antes de final de 2013, una lista de edificios que cumplan con los criterios señalados, e incluir su superficie y datos de rendimiento energético. El Documento de Trabajo de la CE SWD/2013/0445, al que haremos referencia luego, señala la labor adelantada en este sentido por el cumplimiento de los requisitos de certificación energética de edificios públicos establecido por la Directiva de eficiencia energética en edificios.
Como fuentes de financiación el título preliminar 54 hace referencia a mecanismos "innovadores" de financiación, y pone por el ejemplo el uso de los ingresos por las subastas nacionales de derechos de emisiones de efecto invernadero en el contexto del Régimen de Comercio de Derechos de Emisión de la Unión Europea
Asimismo, la Directiva "anima" a los organismos regionales y locales y a organismos de derecho público encargados de vivienda social a adoptar medidas de ahorro energético, implantar un sistema de gestión energético, y a que recurran a los productos ofrecidos por las empresas de servicios energéticos. (El título preliminar 19 cita algunos ejemplos de este tipo de medidas)

#### Excepciones, mecanismos de flexibilidad y alternativas
Los Estados miembros pueden no aplicar estos requisitos a:
- Los edificios legalmente protegidos por razones culturales en caso de que la intervención les afecte negativamente (misma definición que en el art. 4 de la Directiva de eficiencia energética en edificios)
- Edificios empleados con fines de Defensa Nacional, salvo alojamientos y oficinas.
- Edificios empleados para el culto y otras actividades religiosas.

Asimismo existen los siguientes mecanismos de flexibilidad:
- Los excesos en un año se pueden trasvasar a los anteriores (en los que no se haya llegado a cumplir la obligación) o siguientes con hasta 3 años de diferencia.
- Considerar como renovación la venta o demolición de un edificio obligado para sustituirlo por uno nuevo en los dos años anteriores.
- Considerar como renovación demoler, vender o abandonar un edificio trasladando su uso, con un aumento de la intensidad de uso, a otro inmueble, en los dos años anteriores.

Alternativamente, y previo aviso hasta el 31 de diciembre de 2013, los Estados miembros podían optar por un sistema alternativo que alcanzase los mismos resultados cuantitativos a través de otras acciones, como rehabilitaciones profundas o acciones sobre el comportamiento de los ocupantes.

#### Definiciones
La propia Directiva, así como el Documento de Trabajo de la Comisión Europa con la numeración SWD/2013/0445 aclaran algunos de estos conceptos.
- Respecto al de "Gobierno Central"

El artículo 2 de la propia Directiva ofrece como definición: Administración central»: todos los órganos administrativos cuya competencia se extiende a la totalidad del territorio de un Estado miembro;
El título preliminar número 17 aclara que: [...] La obligación de renovar la superficie útil de los edificios de la Administración central debería aplicarse a los órganos administrativos cuya competencia se extienda a la totalidad del territorio de un Estado miembro. Cuando en un Estado miembro determinado no exista, para una competencia determinada, un órgano administrativo que abarque la totalidad del territorio, esta obligación debería recaer en aquellos órganos administrativos cuyas competencias abarquen conjuntamente la totalidad del territorio.[...]
Dado que no son definiciones precisas, el documento de la Comisión Europea que hemos citado remite a un texto anterior, la Regulación 479/2009/EC como orientación. Además, llama la atención sobre la importancia del título preliminar 17 para Estados miembros con una estructura federal, y para aquellos en que determinadas competencias (poniendo el ejemplo de la educación y la sanidad) se encuentren transferidas.

#### Cambios en la tramitación
Para examinar estos elementos, nos referiremos continuamente a tres documentos, que enlazamos solo en esta primera cita:
- La propuesta de la Comisión Europea, de 22 de junio de 2011[10]
- El borrador preparado por el Consejo Europeo y fechado el 3 de octubre de 2011[11]
- Comisión de Industria Investigación y Energía del Parlamento Europeo de 4 de octubre de 2011[12]
- La Opinión de la Comisión de Derechos de la Mujer e Igualdad de Género del Parlamento Europeo[13]
- La Opinión de la Comisión de Medio Ambiente, Salud Pública y Seguridad Alimentaria[14]
- Las conclusiones del Consejo Europeo de 7 de noviembre de 2011[15]

Comentaremos la evolución de los siguientes aspectos:
- Aplicación a Gobiernos Centrales. La propuesta de la Comisión se refería, en el que en aquel momento era el artículo 4 Public Bodies, a la totalidad de los edificios propiedad de organismos públicos. También aparece así en el documento de la Comisión de Industria Investigación y Energía del Parlamento Europeo de 4 de octubre de 2011, que incluso mostraba interés en extender la obligación a todos los organismos de derecho público (según se ve en las anotaciones de la Enmienda 15, con las miras puestas en la vivienda pública). La Opinión del Comité dedicado a la igualdad de género incluye explícitamente la vivienda social. La Conclusiones del Consejo Europeo de 7 de noviembre de 2011 ya expresan la preferencia de los Gobiernos por centrar la obligación en las Administraciones Centrales, y solo requerir la "incentivación" a los niveles inferiores.

- Edificios en propiedad/ocupados. La propuesta de la Comisión abarcaba los edificios propiedad de las administraciones públicas (con la que coincide la propuesta del Consejo Europeo de 3 de octubre), mientras que la del Parlamento Europeo de octubre de 2011 incluía tanto los edificios en propiedad (ocupados o no por la administración) como los ocupados (sean propiedad o no de la administración).

- Exenciones. La excepción para edificios legalmente protegidos por razones culturales no aparecía en la propuesta de Directiva de la Comisión Europea, pero si en el borrador preparado por el Consejo Europeo de junio de 2011, aunque no en la propuesta del Parlamento Europeo fechada al día siguiente (los documentos de enmiendas a 16 de noviembre revelan que la número 527 también solicitaba este cambio)

## Aplicación en España

### Sistema de Obligaciones a Suministrador (Directiva 2012/27/EU art. 7)
El Real Decreto-ley 8/2014, de 4 de julio, de aprobación de medidas urgentes para el crecimiento, la competitividad y la eficiencia traspone la creación del sistema de Obligaciones a Suministrador planteado por la Directiva. El Documento enviado por la Secretaría de Estado de Energía a la Comisión Europea detalla las características del sistema

#### Partes obligadas
Las empresas obligadas son las comercializadoras de gas y electricidad, a los operadores de productos petrolíferos al por mayor y a los operadores de gases licuados de petróleo al por mayor.

#### Objetivo
El cálculo inicial de objetivo para España sería de reducción de 21.305 ktep (kilo toneladas equivalentes de petróleo). Aplicando el máximo nivel de mecanismos de flexibilidad aceptado por la Directiva (una reducción del 25%) dicho objetivo queda en 15.979 ktep. A su vez, es posible deducir de esa cifra actuaciones realizadas por la administración; se citan las siguientes:
La aplicación de la Ley 15/2012 de medidas fiscales para la sostenibilidad energética; el proyecto de movilidad eléctrica (MOVELE); el programa de incentivos al vehículo eficiente (PIVE); Programa de ayudas para la rehabilitación energética de edificios existentes del sector residencial, uso vivienda y hotelero (PAREER); Fondo JESSICA – FIDAE; Plan de impulso al medio ambiente en el sector hotelero (PIMA SOL); Programa vehículos eficientes (PIMA Aire): Programa de conducción eficiente en permiso de conducir de nuevos conductores: y Campañas de comunicación
De este modo se puede reducir de nuevo el objetivo para las partes obligadas en 4.662 ktep, quedando en 11.317 ktep. Una última cantidad será absorbida por las intervenciones realizadas con fondos europeos, por un montante de 4.961, con lo que el objetivo definitivo es de 6.356 ktep, frente a los 21.305 ktep iniciales.

### Rehabilitación de edificios de la Administración Central (Directiva 2012/27/EU art. 5)
Fechado el 20 de diciembre de 2013, el Gobierno de España envió a la Comisión Europea el documento exigido por la norma sobre el establecimiento de un inventario público de edificios de edificios climatizados poseídos y ocupados por la Administración Central mayores de 500 m², y sobre el empleo de mecanismos alternativos a la exigencia de renovación anual del 3% de la superficie total recogida en el mismo.
- Respecto al inventario, existe una versión pública[18] generada a partir de una base de datos (Plataforma Informática de Gestión Energética y Patrimonial— PIGEP), administrada por el Instituto para la Diversificación y Ahorro de la Energía, y en la que el gestor energético de cada edificio vuelca datos sobre consumo energético del inmueble, a los que se unen el número de registro, la dirección postal, los consumos en el año 2012 y la etiqueta energética, que ya deberían aparecer en la misma. Este inventario excluye teóricamente los edificios del Ministerio de Defensa y la Guardia Civil, así como aquellos protegidos por razones culturales, aunque según el documento citado antes se han establecido inventarios paralelos siguiendo la misma metodología, y se esperan programas de actuación específicos.
- En relación con las actuaciones alternativas a la renovación energética exigida por defecto por la Directiva, el Gobierno Español se limita a enumerar los mecanismos que podría activar si lo considera conveniente, y que se pueden agrupar en actuaciones sobre el comportamiento de los usuarios, a través de formación; y aportaciones económicas al Fondo Nacional de Eficiencia Energética.